# 快樂報
《快樂報》（英語：The Happy Newspaper）是英國的一份季報，由平面設計師Emily Coxhead於2015年創立，專於報導美好、正面的新聞。每隔三個月出刊，每份32頁。截至2019年，該報已有來自全球33個國家的七千多名訂戶。

## 歷史
2015年9月，Emily Coxhead於kickstarter網站籌集資金，獲得73人捐助，於當年12月出版第一期《快樂報》；之後她因收到不少讀者來信支持，於是繼續以三個月一期的形式出刊。

## 外部連結
- 官方网站（英文）
- BBC報導 （页面存档备份，存于）